# Ekeby landskommun, Uppland
För andra landskommuner med detta namn, se Ekeby landskommun.
Ekeby landskommun var en tidigare kommun i Uppsala län. 

## Administrativ historik
Kommunen inrättades i Ekeby socken i Olands härad i Uppland när 1862 års kommunalförordningar trädde i kraft 1863. 
Den upphörde vid kommunreformen 1952, genom sammanläggning med fyra andra kommuner till dåvarande  Olands landskommun som 1974 upplöstes då detta område fördes till Östhammars kommun. 

## Politik

### Mandatfördelning i valen 1938-1946
| 6 | 4 | 4 | 6 |

| 20 |

| 7 | 13 |

| 20 |

| 8 | 12 |

| 18 |